# Patricia Navidad
Ana Patricia Navidad Lara (Culiacán, Sinaloa, 20 de mayo de 1973) es una actriz, modelo y cantante mexicana. A la edad de 17 años participó en el concurso Señorita Sinaloa, logrando ingresar más tarde al Centro de Educación Artística de Televisa.

## Biografía
Navidad desarrolló un interés en la música antes de actuar, influenciada principalmente por su padre, Jesús. Cuando tenía nueve años de edad, cantó al público por primera vez en una escuela e hizo su debut profesional. Dos años más tarde Navidad vio una mayor oportunidad en el concurso "Señorita Sinaloa" (Miss Sinaloa), que ofrecía una beca en el Centro de Educación Artística de Televisa (CEA) en la Ciudad de México. Debutó en televisión en un pequeño papel en la telenovela María Mercedes, producida por Valentín Pimstein. En 1993, mientras estudiaba en el (CEA), la productora Carla Estrada le da una oportunidad en su telenovela Los parientes pobres.
En 1994 interpreta un papel principal en la telenovela Más allá del puente, también producida por Carla Estrada. Allí interpretó a una joven cuyo amor se disputaban Omar Fierro, protagonista juvenil de la telenovela, y Fernando Colunga, el villano. En 1995 participa en Acapulco, cuerpo y alma, producida por José Alberto Castro donde interpretaba a la mejor amiga de la protagonista, interpretada por Patricia Manterola.
Trabajó en la telenovela Cañaveral de pasiones, producida por los actores Humberto Zurita y Christian Bach en 1996. Patricia interpretó a una amiga de la infancia de los protagonistas varones que se enamoraba de uno de ellos. Por su actuación fue galardonada con el Premio TVyNovelas en la categoría de "Mejor actriz revelación".
En 1998 realiza una interpretación en la telenovela Ángela producida por José Alberto Castro y protagonizada por Angélica Rivera, donde desempeña su primer papel como villana. Ese mismo año lanzó el álbum Instantes, que alcanzó unas ventas de más de 100.000 copias y fue galardonado con un disco de oro en Estados Unidos. En mayo de 2000 lanzó su segundo álbum Mexicana, que supuso el rescate de sus raíces mexicanas. En 2000 fue coronada Reina de la Banda del Carnaval de Mazatlán, en la grabación del álbum Sinaloa para "Don Cruz Lizárraga presenta uno Patricia Navidad: Raíces de mi tierra".
En los siguientes años continúa con su carrera, que incluye telenovelas como El manantial, Mariana de la noche, La fea más bella (donde interpreta a la villana principal) y Juro que te amo, aquí obtiene su primer protagónico interpretando a una madre de familia.
Intervino en Zacatillo, un lugar en tu corazón y Por ella soy Eva. En 2013 participó en la telenovela Qué pobres tan ricos, producida por Rosy Ocampo, con quien ya había trabajado en La fea más bella y Por ella soy Eva. En 2016 se une a las filas de Telemundo en donde participa en la telenovela Señora Acero 3, producida por Carmen Cecilia Urbaneja, en una coproduccion con Argos Comunicacion.

## Controversias
Navidad ha sido criticada por compartir desinformación sobre la pandemia de COVID-19. El 8 de enero de 2021 la cuenta de Twitter de Navidad fue suspendida luego de hacer comentarios falsos sobre las vacunas contra el COVID-19, escribir sobre supuestas curas milagrosas y promover teorías conspirativas. Días antes, Navidad tuiteó en apoyo del Asalto al Capitolio de los Estados Unidos de 2021 y defendió los intentos del entonces presidente de los Estados Unidos, Donald Trump por revocar los resultados de las elecciones presidenciales de 2020, que le valió fuertes críticas en la red social.
El 29 de julio de 2021 se dio a conocer que había sido contagiada del virus SARS-CoV-2 por un brote ocurrido en el programa MasterChef Celebrity. Navidad publicó en sus redes sociales que no estaba enferma e instó a sus seguidores a no dejarse manipular ya que el COVID-19 "es una clave relacionada con la inteligencia artificial, la identidad digital, la vacunación, la reducción de la población, el QR y otras cosas". El 11 de agosto de 2021 fue hospitalizada por complicaciones respiratorias provocadas por el COVID-19. Con respecto al alcance social y político de la enfermedad, Navidad ha señalado como responsable la existencia de un «Nuevo Orden Mundial», una teoría de la conspiración con rasgos antisemitas.

## Filmografía

### Telenovelas
- Por amar sin ley (2018-2019) - Cecilia de Aguirre
- Mi adorable maldición (2017) - Apolonia Ortega Vda. de Galicia
- Señora Acero 3: La Coyote (2016) - Margarita Casanova[16]
- Antes muerta que Lichita (2015) - Marlene Garbo
- Por ella soy Eva (2012) - Mimí de la Rose / Emeteria Jaramillo
- Una familia con suerte (2012) - Mimí de la Rose
- Zacatillo, un lugar en tu corazón (2010) - Zorayda Dumont de Zárate
- Juro que te amo (2008-2009) - Antonia Campero Vda de Madrigal
- Amor sin maquillaje (2007) - Ella misma
- La fea más bella (2006-2007) - Alicia Ferreira
- Sueños y caramelos (2005) - Débora
- Mariana de la noche (2003-2004) - Yadira de Guerrero
- Las vías del amor (2002-2003) - Rocío Zárate
- El manantial (2001-2002) - María Magdalena "Malena" Osuna Castañeda
- Ángela (1998-1999) - Ximena Chávez
- El alma no tiene color (1997) - Sarita
- Cañaveral de pasiones (1996) - Mireya Mendoza
- Acapulco, cuerpo y alma (1995-1996) - Clara
- Marimar (1994) - Isabel Estrada
- Más allá del puente (1993-1994) - Rosalía
- Los parientes pobres (1993) - Esmeralda
- María Mercedes (1992-1993) - Iris

### Programas
- La casa de los famosos All-Stars (2025) - Concursante[17]
- Top Chef VIP (2024) - Ganadora[18][19]
- ¿Qué dicen los famosos? (2023) Invitada[20]
- La casa de los famosos (2023) - 2.ª Finalista[21]
- Celebrando a la Virgen de Guadalupe (2022) - Invitada[22]
- MasterChef Celebrity México (2021) - Participante[23]
- Burócratas (2016) - Lic. Mariana "La Tetis"
- Parodiando, noches de traje (2015) - Psicóloga
- Como dice el dicho (2013-2014) - Adela / Erminia
- Mujeres asesinas (2009) - Concepción "Concha" Garrido
- Bailando por un sueño (2005) - Concursante
- Big Brother  (2004) - Concursante
- La hora pico (2003) - Invitada
- Picardía mexicana (1997-2000) - Presentadora
- Derbez en Cuando (1998) - Dentista
- Mujer, casos de la vida real (1994-2002)

### Teatro
- Aventurera - Elena Tejero

## Premios y nominaciones

### Premios TVyNovelas
| Año  | Categoría                 | Telenovela                        | Resultado |
| ---- | ------------------------- | --------------------------------- | --------- |
| 2013 | Mejor actriz coestelar    | Por ella soy Eva                  | Ganadora  |
| 2011 | Mejor actriz coestelar    | Zacatillo, un lugar en tu corazón | Nominada  |
| 2007 | Mejor actriz antagónica   | La fea más bella                  | Nominada  |
| 2002 | Mejor actriz coestelar    | El manantial                      | Ganadora  |
| 1997 | Mejor revelación femenina | Cañaveral de pasiones             | Ganadora  |

### Premios People en Español
| Año  | Categoría               | Telenovela       | Resultado |
| ---- | ----------------------- | ---------------- | --------- |
| 2012 | Mejor actriz secundaria | Por ella soy Eva | Nominada  |

- Reconocimiento de la Revista Q Qué...México por trayectoria[24]